# Plasmodium yoelii
Plasmodium yoelii es un parásito del género Plasmodium subgénero Vinckeia. Como todas las especies de Plasmodium, P. yoelii tiene hospedadores vertebrados e insectos. Los hospedadores vertebrados de este parásito son los mamíferos.

## Taxonomía
Esta especie fue descrita en 1968 por Landau, Michel y Adam. Se reconocen tres subespecies: P. y. killicki, P. y. nigeriensis y P. y. yoelli.

### Cepas
- P. yoelii 17XNL[1]

## Distribución
Esta especie está presente en África.

## Vectores
Actualmente se desconocen los vectores naturales de esta especie. Uno posible es la hembra del mosquito Anopheles, que sirve de vector para Plasmodium vivax.

## Hospedadores
Esta especie infecta a Thamnomys rutilans.

## Patogénesis
P. yoelii altera las respuestas inmunitarias, incluida la respuesta a otros patógenos. Menos granulocitos salen de la médula ósea y en una acción separada induce la hemo oxigenasa 1 (HO-1) propia del roedor. Aunque la inducción de la HO-1 es una respuesta de tolerancia del huésped a la malaria -previniendo los daños causados por la propia respuesta inmunitaria del huésped-, la menor producción de especies reactivas del oxígeno le quita un arma vital para luchar contra algunos microbios no relacionados. Cunnington et al. 2012 descubrieron que los ratones que toleran P. yoelii 17XNL no eliminan las infecciones con otros patógenos tan fácilmente como lo harían normalmente.

## Otras lecturas
- Charoenvit, Yupin; Leef, Mary; Yuan, Leo; Sedegah, Martha; Beaudoin, Richard (March 1987). «Characterization of Plasmodium yoelii Monoclonal Antibodies Directed Against Stage-specific Sporozoite Antigens». Infection and Immunity 55 (1987): 604-608. PMC 260381. PMID 2434426. doi:10.1128/iai.55.3.604-608.1987.
- Keitany, Gladys J.; Sack, Brandon; Smithers, Hannah; Chen, Lin; Jang, Ihn K.; Sebastian, Leslie (December 2012). «Immunization of Mice with Live-Attenuated Late Liver Stage-Arresting Plasmodium yoelii Parasites Generates Protective Antibody Responses to Preerythrocytic Stages of Malaria». Infection and Immunity 82 (12): 5143-5153. PMC 4249261. PMID 25267837. doi:10.1128/IAI.02320-14.
- White, Chelsi E.; Villarino, Nicolas F.; Sloan, Sarah S.; Ganusov, Vitaly V.; Schmidt, Nathan W. (10 de diciembre de 2014). «Plasmodium Suppresses Expansion of T Cell Responses to Heterologous Infections». The Journal of Immunology 194 (2): 697-708. PMC 4282975. PMID 25505280. doi:10.4049/jimmunol.1401745.
- Valeelat O., Okeola; Oluwatosin A., Adaramoye; Chiaka M., Nneji (January 2011). «Antimalarial and antioxidant activities of methanolic extract of Nigella sativa seeds (black cumin) in mice infected with Plasmodium yoelli nigeriensis». Parasitology Research 108 (6): 1507-1512. PMID 21153838. doi:10.1007/s00436-010-2204-4.
- Harupa, Anke; Sack, Brandon; Lashmanan, Viswanathan (2014). «SSP3 Is a Novel Plasmodium yoelii Sporozoite Surface Protein with a Role in Gliding Motility». Infection and Immunity 82 (11): 4643-4653. PMC 4249349. PMID 25156733. doi:10.1128/IAI.01800-14.
- Kaushansky, Alexis; Austin, Laura S.; Mikolajczak, Sebastian A.; Fang, Y. Lo; Miller, Jessica A.; Douglass, Alyse N.; Arang, Nadia; Vaughan, Ashley M.; Gardner, Malcolm J.; Kappe, Stefan H. I. (January 2015). «Susceptibility to Plasmodium yoelii Preerythrocytic Infection in BALB/c Substrains Is Determined at the Point of Hepatocyte Invasion». Infection and Immunity 83 (1): 39-47. PMC 4288894. PMID 25312960. doi:10.1128/IAI.02230-14.